# Christianizace Bulharska

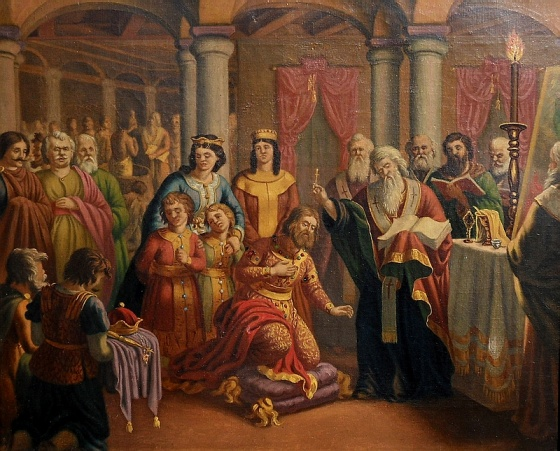
Křest bulharského dvora

Christianizace Bulharska byla jedna z konverzí ve středověku, s nimiž Evropa nakonec získala křesťanský vzhled. Podle různých odhadů se to stalo v jednom ze tří let od 864 do 866.
Bulharský kníže Boris_I. přijal křest v roce 864 z rukou byzantského biskupa, a jeho kmotrem byl byzantský císař Michael_III.
Je pravděpodobné, že sv. Gorazd po svém vyhnání z Velké Moravy přišel do Bulharska asi v roce 885, tedy více než 20 let po Borisově křtu.
Gorazd a jeho druhové jsou v Bulharsku uctíváni jako tzv. Sedmipočetníci – sedm svatých žáků Cyrila a Metoděje, kteří pokračovali v jejich díle.
V Bulharsku založili Preslavskou a Ochridskou školu, které se staly centry slovanské vzdělanosti, liturgie a písemnictví.
Díky nim se slovanská_liturgie a hlaholice (později cyrilice) rozšířily v Bulharsku.
Nakonec otázku statusu a jurisdikce bulharské církve řeší Čtvrtý konstantinopolský koncil.